# Chungui (distrito)
Chungui é um distrito do peru, departamento de Ayacucho, localizada na província de La Mar.

## Transporte
O distrito de Chungui é servido pela seguinte rodovia:
- AY-102, que liga a cidade de Tambo ao distrito [1][2][3]